# 14 Herculis
14 Herculis, som är stjärnans Flamsteed-beteckning, eller HD 145675, är en ensam stjärna i den norra delen av stjärnbilden Herkules. Den har en skenbar magnitud på ca 6,61 och kräver åtminstone en handkikare för att kunna observeras. Baserat på parallaxmätning inom Hipparcosuppdraget på ca 55,7 mas, beräknas den befinna sig på ett avstånd på ca 59 ljusår (ca 18 parsek) från solen. Den rör sig närmare solen med en heliocentrisk radialhastighet på ca -14 km/s.

## Egenskaper
14 Herculis är en gul till vit stjärna i huvudserien av spektralklass K0 V. Den har en massa som är ca 0,9 solmassor, en radie som är ca 0,7 solradier  och utsänder motsvarande omkring en tredjedel av den energi som solen avger från dess fotosfär vid en effektiv temperatur på ca 5 500 K.

## Exoplaneter
Närvaron av en exoplanet vid stjärnan upptäcktes 2002. Den har en massa som beräknats till drygt 4 gånger Jupiters och fick beteckningen 14 Herculis b.
År 2006 upptäcktes ytterligare en möjlig exoplanet, med det preliminära namnet 14 Herculis c. Dess massa har beräknats till 2,1 Jupitermassor.
| Planet | Massa        | Halv storaxel (AE) | Siderisk omloppstid (d) | Excentricitet | Inklination | Radie |
| ------ | ------------ | ------------------ | ----------------------- | ------------- | ----------- | ----- |
| b      | 4,64±0,19 MJ | 2,77±0,05          | 1773,4±2,5              | 0,369±0,005   | –           | –     |
| c      | 2,1 MJ       | 6,9                | 6906,0±70,0             | 0,0           | –           | –     |